# Rally Costa Brava de 1980
El Rally Costa Brava de 1980, oficialmente 28.º Rally Costa Brava, fue la vigésimo octava edición, la cuarta cita de la  temporada 1980 del Campeonato de Europa de Rally y la primera de la temporada 1980 del Campeonato de España de Rally. Se celebró del 8 al 10 de febrero y contó con un itinerario de 416,9 km cronometrados.

## Clasificación final
| Pos. | Piloto             | Copiloto                | Automóvil                     | Tiempo  | Diferencia |
| ---- | ------------------ | ----------------------- | ----------------------------- | ------- | ---------- |
| 1.   | Antonio Zanini     | Jordi Sabater           | Porsche 911 SC                | 5:04:21 | 0.0        |
| 2.   | Jorge de Bagration | Nuria Llopis            | Lancia Stratos HF             | 5:09:19 | +4:58      |
| 3.   | Mauro Pregliasco   | Vittorio Reisoli        | Alfa Romeo Alfetta Turbodelta | 5:15:07 | +10:46     |
| 4.   | Pentti Airikkala   | Risto Virtanen          | Vauxhall Chevette 2300 H      | 5:16:14 | +11:53     |
| 5.   | Jean-Louis Clarr   | Jean-François Fauchille | Opel Ascona i2000             | 5:26:37 | +22:16     |
| 6.   | José Luis Sallent  | Jordi Puvill            | Opel Ascona B 1.9 SR          | 5:32:17 | +27:56     |
| 7.   | Jordi Cid          | Jordi Pons              | Ford Escort RS 2000 MKII      | 5:33:39 | +29:18     |
| 8.   | Joan Bayó          | Juan Manuel Molina      | SEAT 124-2000                 | 5:37:33 | +33:12     |
| 9.   | Maurizio Verini    | Mauro Mannini           | Alfa Romeo Alfetta Turbodelta | 5:40:34 | +36:13     |
| 10.  | Błażej Krupa       | Piotr Mystkowski        | Renault 5 Alpine              | 5:41:00 | +36:39     |